# Pustelnia Wygowska

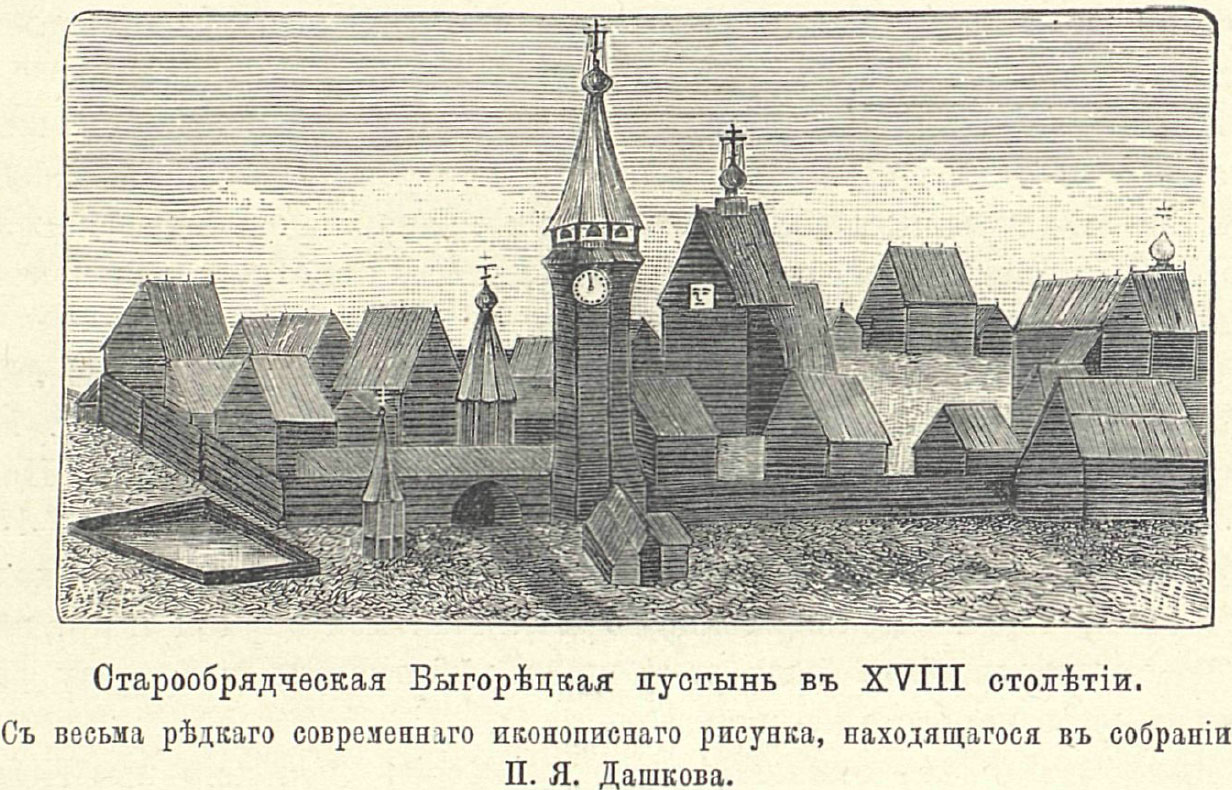

Pustelnia Wygowska (ros. Выговская Пустынь), Monaster Objawienia Pańskiego nad Wygiem – staroobrzędowy ośrodek życia monastycznego z dwoma klasztorami oraz funkcjonująca przy nim wspólnota wiernych.

## Okoliczności powstania
Region rosyjskiego Pomorza stał się celem ucieczek staroobrzędowców po 1655, z racji swojego oddalenia od Moskwy. Wspólnotę pomorskich starowierców zaczął tworzyć biskup kołomieński Paweł, zesłany do Monasteru Paleostrowskiego za sprzeciw wobec reformy liturgicznej patriarchy Nikona. Hierarcha ten zmarł w 1656, jednak w tym samym roku na Pomorzu pojawili się już nowi działacze staroobrzędowi (mnisi Korneliusz i Dosyteusz, nieznani z imienia zakonnicy z Monasteru Sołowieckiego). W 1695 mnich Daniel (Wikulin) założył nad Wygiem monaster i sam został jego pierwszym przełożonym. Obowiązki te pełnił do śmierci w 1734.
Wkrótce po powstaniu klasztoru nad Wygiem zamieszkał w nim Piotr Prokopiew, który sprowadził do wspólnoty Andrieja i Siemiona Dienisowów, swoich krewnych. Opracowali oni jednolitą regułę dla monasteru, zasady życia świeckich bezpopowców, sposób odprawiania nabożeństw, powołali do życia szkołę kaznodziejów. Celem Andrieja Dienisowa było utworzenie idealnej wspólnoty, samowystarczalnej i nieulegającej wpływom świata zewnętrznego. W momencie utworzenia monasteru żyło w nim 40 kobiet i 150 mężczyzn, z czego tylko mniejszość złożyła wcześniej śluby mnisze. Z czasem do wspólnoty dołączali kolejni chętni, co doprowadziło do jej podziału na klasztor męski i żeński pod wezwaniem św. Krzyża nad Leksą, a następnie do utworzenia szeregu mniejszych pustelni.

## Funkcjonowanie

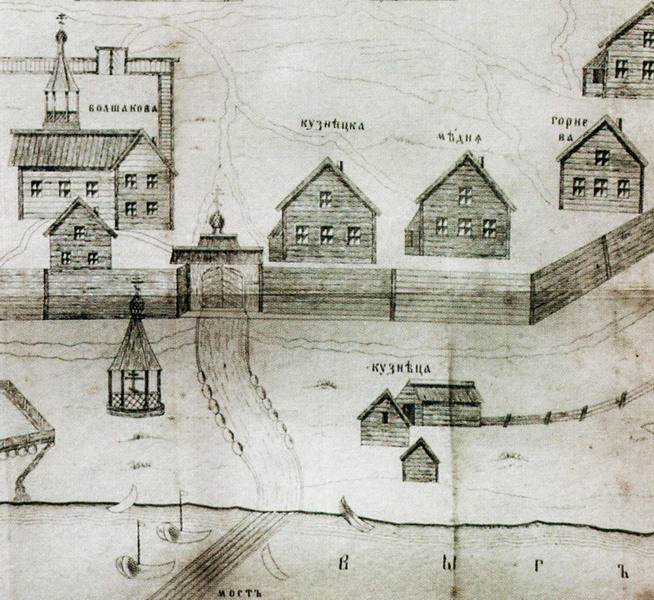

Pustelnia Wygowska szybko stała się najważniejszym ośrodkiem życia kulturalnego staroobrzędowców-pomorców. Początkowo mieszkańcy utrzymywali się z własnej pracy. Przy klasztorach działały szpital, szkoła, zajazd, pralnia, odlewnia, warsztaty rzemieślnicze, uprawiano również ziemię. Całością zarządzał sobór, złożony z przełożonego, skarbnika, starosty, szafarza i spowiedników każdego z monasterów i pustelni. Nabożeństwa w Pustelni Wygowskiej odprawiano według specjalnego, opracowanego w niej rytu. W warsztatach pustelni pisano ikony i kopiowano księgi na użytek społeczności staroobrzędowych w całej Rosji. Misjonarze wykształceni w monasterach prowadzili swoją działalność na terenie całego państwa. W Pustelni Wygowskiej działali uczeni mnisi, zajmujący się pisaniem traktatów teologicznych uzasadniających słuszność stanowiska staroobrzędowców w sporze z Rosyjskim Kościołem Prawosławnym.
Z czasem Pustelnia Wygowska zakupiła ziemię w Kraju Kargopolskim i zaczęła utrzymywać się z dwóch stoczni oraz z handlu. Zamożność jej mieszkańców sprawiła, że ich liczba szybko rosła i w końcu XVIII w. wynosiła już 2000 mężczyzn i 1000 kobiet. Dzięki specjalnemu przywilejowi Piotra Wielkiego osiedli w niej staroobrzędowcy mogli bez przeszkód kultywować swoje obyczaje.
Pustelnia Wygowska funkcjonowała do połowy XIX w., gdy została zlikwidowana na podstawie zarządzenia cara Mikołaja I.

## Wystawa w Państwowym Muzeum Historycznym w Moskwie
Z okazji 300-lecia założenia Pustelni Państwowe Muzeum Historyczne w Moskwie zorganizowało w 1994 wystawę na jej temat, wydano również katalog.